# Ulica Bernardyńska we Wrocławiu

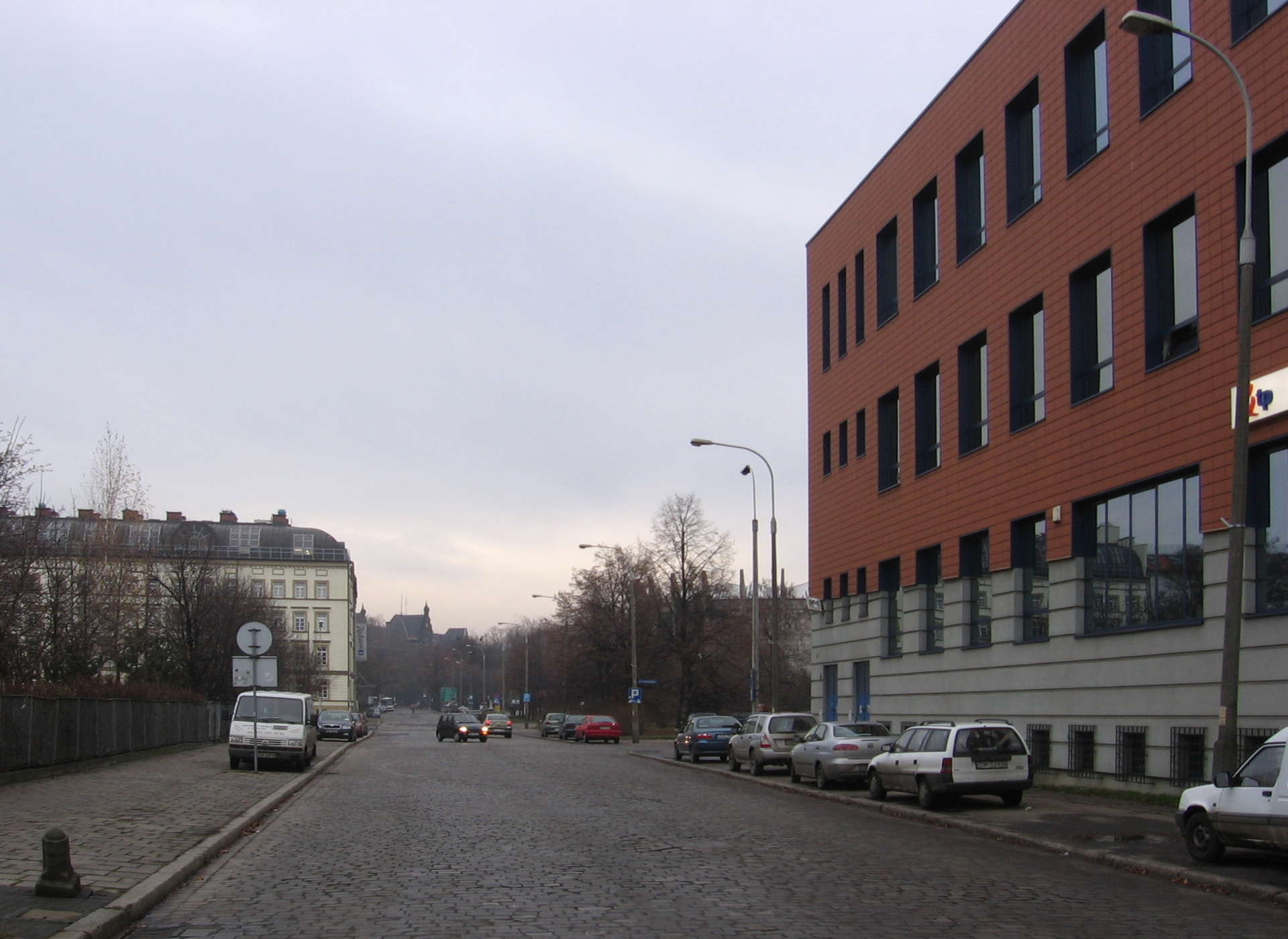
skrzyżowanie ul. Purkyniego z Bernardyńską

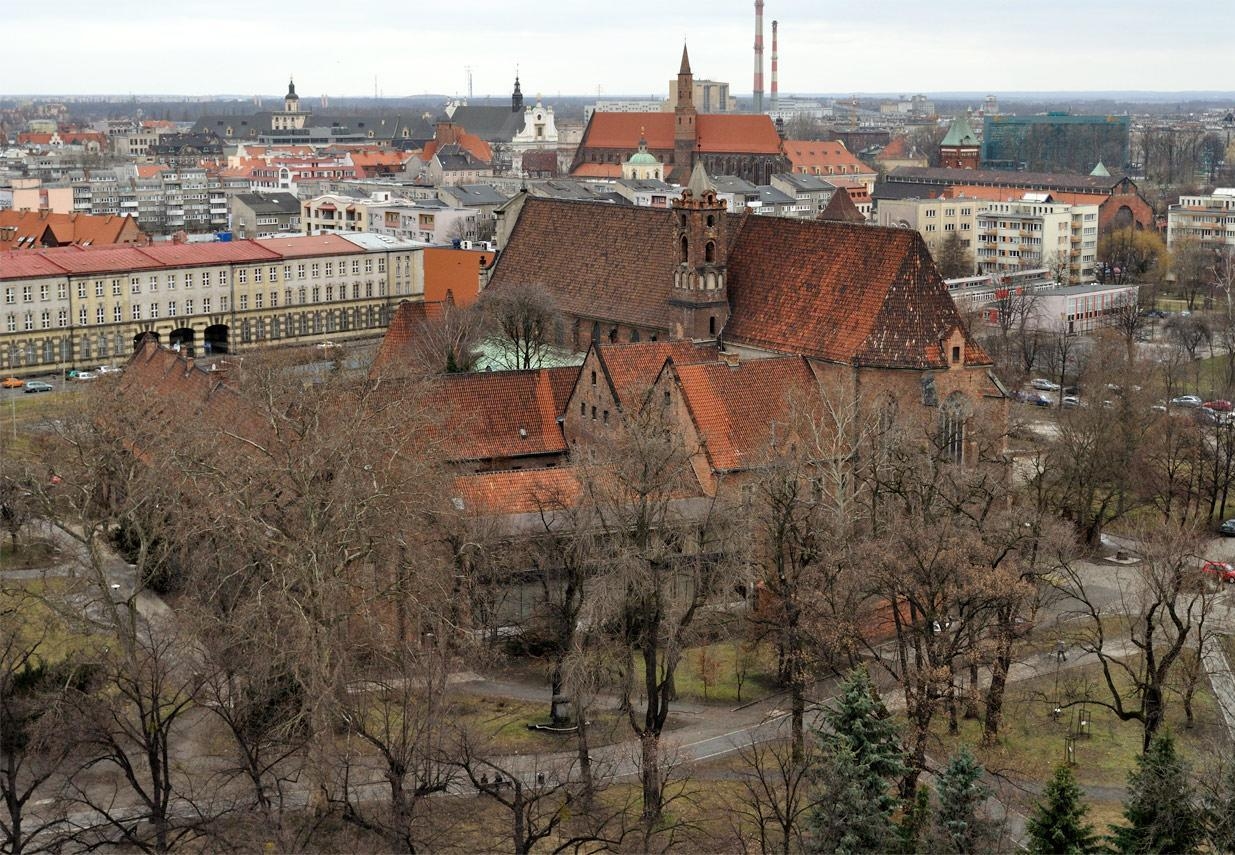
Muzeum Architektury

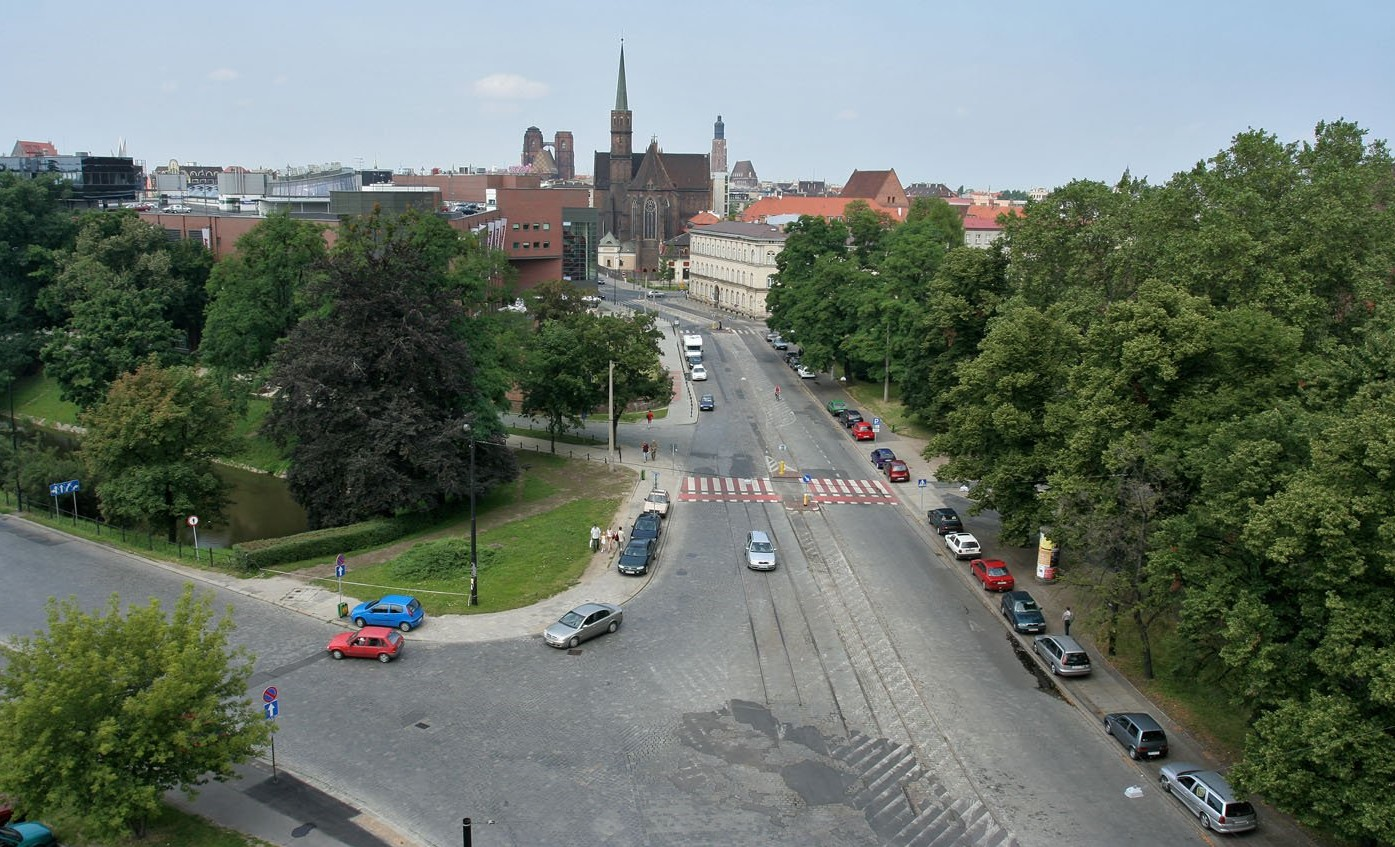
Al. J. Słowackiego

Ulica Bernardyńska – ulica położona we Wrocławiu na Starym Mieście, w jego części nazywanej niegdyś Nowym Miastem. Łączy ulicę Jana Ewangelisty Purkyniego z placem Dominikańskim i aleją Juliusza Słowackiego. Ma 183 m długości. Przy ulicy położone jest Muzeum Architektury mieszczące się w zabytkowym zespole pobernardyńskim. 

## Historia
Ulica została wytyczona po 1263 r. wraz z rozplanowaniem lokacyjnym Nowego Miasta, które powstało na mocy przywileju lokacyjnego Henryka III z 9.04.1263 r.. Był to jej południowy odcinek, który od 1394 r. nosił nazwę Ziegengasse – Kozia. Począwszy już od XIII wieku i przez kolejne stulecia w rejonie tej ulicy utrzymywało się zwarte skupisko tkaczy sukienników. Kolejnym etapem kształtowania układu ulic w tym rejonie było jej przedłużenie w kierunku południowym do furty Ketzerthor. Nastąpiło to do XV wieku dzięki zasypaniu kolejnych koryt rzeki Oławy. Ówcześnie ulica pełniła pomocnicze funkcje komunikacyjne. Łączyła rejon Górki Kacerskiej na południu i rejon szpitala Św. Ducha na północy.
W 1406 r. przy skrzyżowaniu z ulicą Polską wybudowano kościół św. Klemensa, który ówcześnie stanowił filię świątyni przy szpitalu św. Ducha. Świątynia współcześnie nie istnieje. Kolejna znacząca budowla przy tej ulicy powstała dzięki ufundowaniu w 1453 r. klasztoru i kościoła Bernardynów. Kompleks ten został mocno zniszczony w wyniku działań wojennych prowadzonych podczas oblężenia Wrocławia w 1945 r. W 1948 roku ruiny zostały zabezpieczone, a w latach 1956–1972 (lub w latach 1957–1962) całość odbudowano. Prace prowadzono pod kierunkiem dra inż. arch. Edmunda Małachowicza. Ówcześnie w kompleksie tym mieściło się Muzeum Architektury i Odbudowy a także Urząd Konserwatora Zabytków, oraz siedziba Przedsiębiorstwa Pracownie Konserwacji Zabytów. Współcześnie kompleks ten przeznaczony jest dla potrzeb Muzeum Architektury.
Do czasu zasypania ramion bocznych Oławy i przeniesienia jej ujścia do współczesnego położenia ulica ta na obu jej krańcach łączyła się z przerzuconymi tu przeprawami. Były to mosty: Most Kacerski na południowym jej krańcu w rejonie skrzyżowania z obecną aleją Juliusza Słowackiego i Most Złoty na północnym jej krańcu, łączący tę ulicą z ulicą Św. Ducha.
Północna część ulicy, za ulicą Jana Ewangelisty Purkyniego, została zlikwidowana w 1964 r. i przeznaczona między innymi na teren szkoły. Jej projekt powstał w 1962 r., a jego autorami byli wrocławscy architekci: A. i J. Tarnowscy. Placówka została uroczyście otwarta 22.10.1966 r. Ówcześnie była to szkoła podstawowa nr 104 imienia Marii Konopnickiej.

## Nazwy
W swojej historii ulica nosiła następujące nazwy:
- Ziegengasse (Kozia), odcinek południowy od 1394 r.[3][4]; od XV wieku „plac na Nowym Mieście blisko bramy Kacerskiej”[4]; później Nowomiejsko-kościelna[4]
- Thalgasse (Dolinna), odcinek północny od XVII wieku – nazwę przekręcano na Thalergasse (Talarowa)[3]; Dolna[4]
- Kirchstrasse (Kościelna), połączone odcinki północny i południowy, od 1824 r. do 1945 r.[3][4][16]
- Bernardyńska, od 1945 r.[1][3][4][16].

Nazwa ulicy Kirchstrasse nawiązywała do jej przebiegu przy kościele św. Bernardyna. Współczesna nazwa ulicy została nadana przez Zarząd Miejski i ogłoszona w okólniku nr 97 z 31.11.1945 r. i nawiązuje do istniejącego tu zespołu zabudowy klasztoru bernardynów.

## Układ drogowy
Do ulicy przypisana jest droga gminna numer 104982D o długości 183 m klasy dojazdowej położona na działce o powierzchni 2055 m2. Ulica biegnie od ulicy Jana Ewangelisty Purkyniego do placu Dominikańskiego. Przebiega w całości w strefie ograniczenia prędkości do 30 km/h. W jej jezdni wyznaczono kontrpas rowerowy.
Ulice powiązane z ulicą Bernardyńską:
- skrzyżowanie: ulica Jana Ewangelisty Purkyniego[1][21]
- włączenie do drogi publicznej: ul. św. Jana Kapistrana[6], z przeznaczeniem na ciąg pieszo-rowerowy[22]
- skrzyżowanie: 
  - plac Dominikański[1][23]
  - Aleja Juliusza Słowackiego[24].

## Zabudowa i zagospodarowanie
Zachodnia strona ulicy zabudowana jest jedynie na swoich krańcach. W południowej części położony jest budynek dawnej Królewskiej Intendentury Wojskowa, później budynek Zakładu Opieki Zdrowotnej. Za tym budynkiem w kierunku północnym leży niezabudowany obszar, a przy ulicy Jana Ewangelisty Purkyniego 5 położony jest powojenny budynek biurowy. Cały ten obszar przeznaczono w podstawowym zakresie pod usługi, w tym między innymi kulturę i naukę, z dopuszczeniem w ograniczonym zakresie mieszkalnictwa oraz z zachowaniem ochrony budynku wpisanego do gminnej ewidencji zabytków przy placu Dominikańskim 6.
Po stronie wschodniej na południu rozciąga się niewielki pas Parku Juliusza Słowackiego, jednakże przeznaczony pod zabudowę dla potrzeb obiektu kultury i usług towarzyszących. Za nim położona jest zabudowa dawnego klasztoru i kościoła stanowiących zespół pobernardyński obecnie użytkowana na potrzeby Muzeum Architektury. Na północ od tej zabudowy w kwartale pomiędzy ulicą Bernardyńską, Jana Ewangelisty Purkyniego, św. Jana Kapistrana oraz ulicy Styki i Kossaka rozciąga się nienazwany plac o powierzchni 5249 m². Był on w pewnych okresach czasu użytkowany częściowo na parking, a obecnie stanowi Zieleniec przy Purkyniego. Obecnie część tego terenu przeznaczona jest na utworzenie ciągu pieszo-rowerowego, a część pod zabudowę dla potrzeb usług kultury i usług towarzyszących.
Na południe od ulicy, za jezdnią Placu Dominikańskiego, w obrębie Zieleńca przy Baseti, leżą relikty dawnej bastei obronnej, tzw. Basteja Hioba, a za nią Galeria Dominikańska. Na północ od ulicy za ulicą Jana Ewangelisty Purkyniego znajduje się teren szkoły położonej przy ulicy Wincentego Kraińskiego 1 (w różnych okresach była to szkoła podstawowa – nr 104 imienia Marii Konopnickiej, nr 29 imienia Konstytucji 3 Maja, lub gimnazjum – nr 29). 
Ulica położona jest w obszarze znajdującym się na wysokości bezwzględnej pomiędzy 117 a 119 m n.p.m.. Jest on objęty rejonem statystycznym nr 933180, w którym gęstość zaludnienia wynosiła 60 osób/km² przy 19 osobach zameldowanych (według stanu na dzień 31.12.2018 r.).

## Ochrona i zabytki
Obszar, na którym położona jest ulica Bernardyńska, podlega ochronie w ramach zespołu urbanistycznego Starego Miasta z XIII–XIX wieku, wpisanego do rejestru zabytków pod nr. rej.: 196 z 15.02.1962 oraz A/1580/212 z 12.05.1967 r.. Inną formą ochrony tych obszarów jest ustanowienie historycznego centrum miasta, w nieco szerszym obszarowo zakresie niż wyżej wskazany zespół urbanistyczny, jako pomnik historii  . Samo miasto włączyło ten obszar jako cenny i wymagający ochrony do Parku Kulturowego "Stare Miasto", który zakłada ochronę krajobrazu kulturowego oraz uporządkowanie, zachowanie i właściwe kształtowanie krajobrazu kulturowego oraz historycznego charakteru najstarszej części miasta . 
Przy ulicy i w najbliższym sąsiedztwie znajdują się następujące zabytki:
| obiekt, położenie                                                                                       | powstanie, nr rej. | fotografia |
| --- | --- | ---------- |
| strona zachodnia                                                                                        | |            |
| Królewska Intendentura Wojskowa, obecnie budynek ZOZ plac Dominikański 6                                | 1844 r. gez, mpzp |            |
| strona wschodnia                                                                                        | |            |
| Kościół klasztorny pw. św. Bernardyna ze Sieny, obecnie Muzeum Architektury ul. Bernardyńska 5          | lata 1463-1502, lata 1609-1619, 1628 r. pożar, odbudowa do 1634 r., lata 1702-1704 przebudowa, lata 1899-1901 renowacja, zniszczony w 1945 r., lata 1956-1965 odbudowa A/1298/16 z dnia 28.11.1947 r. i z dnia 23.10.1961 r.                                                                  |            |
| Klasztor Zakonu Bernardynów (Franciszkanów Obserwantów), obecnie Muzeum Architektury ul. Bernardyńska 5 | około 1500 r., 1628 r. pożar, odbudowa do 1634 r., 1782 r., 1827 r. rozbudowa, 1907 r. renowacja, lata 1871-1872 rozbudowa, 1945 r. zniszczony, lata 1956-1974 odbudowa A/1299/17 z dnia 8.11.1958 r. i z dnia 23.10.1961 r.                                                                  |            |
| Park im. Juliusza Słowackiego aleja Juliusza Słowackiego                                                | lata 20. XIX wieku, lata 1878-1884, po 1945 r. gez, mpzp |            |
| zamknięcie południowej osi widokowej                                                                    | |            |
| Basteja obronna, tzw. Basteja Hioba aleja Juliusza Słowackiego                                          | wzmiankowana 1486 r. (basteja), 1588 r. (przebudowa i rozbudowa – bastion), 1807 r. (zburzona część nadziemna), połowa XIX wieku - budynek mieszkalny; 1926 r. (częściowa adaptacja kazamat na piwiarnię Dominikanenkeller, 1967 r.) koniec XV wieku, XX wiek A/2780/250 z dnia 17.04.1967 r. |            |